# Freshman List
Freshman List è un singolo del rapper canadese Nav pubblicato il 16 marzo 2018.

## Tracce
1. Freshman List – 3:07